# (200170) 1999 FL51
(200170) 1999 FL51 es un asteroide perteneciente al cinturón de asteroides, descubierto el 20 de marzo de 1999 por el equipo del Lincoln Near-Earth Asteroid Research desde el Laboratorio Lincoln, Socorro, Nuevo México.

## Designación y nombre
Designado provisionalmente como 1999 FL51.

## Características orbitales
1999 FL51 está situado a una distancia media del Sol de 3,174 ua, pudiendo alejarse hasta 3,691 ua y acercarse hasta 2,657 ua. Su excentricidad es 0,162 y la inclinación orbital 3,432 grados. Emplea 2065,96 días en completar una órbita alrededor del Sol.

## Características físicas
La magnitud absoluta de 1999 FL51 es 15,5. Tiene 4,364 km de diámetro y su albedo se estima en 0,064.